# 藤本薫喜
藤本 薫喜（ふじもと しげき、1902年〈明治35年〉2月27日 - 1980年〈昭和55年〉12月10日）は、日本の衛生学者。医学博士。長崎医科大学教授。長崎大学名誉教授。日本栄養士会第2代会長。愛媛県喜多郡五十崎町名誉町民。

## 経歴
愛媛県喜多郡五十崎村大字古田（のち五十崎町、現内子町）で、藤本松太郎の三男として生まれた。
愛媛県立大洲中学校（現・愛媛県立大洲高等学校）、松山高等学校を経て1928年、東京帝国大学医学部を卒業した。栄養研究所技師・同附属病院副院長を勤めた。1940年、医学博士の学位受領。陸軍軍医として太平洋戦争に従軍した。1946年、長崎医科大学（現・長崎大学医学部）教授になり、1967年の定年退官まで衛生学・公衆衛生学の教育と研究に当たった。
1960年、県医師会顧問に就任した。1968年、高知女子大学学長に就任した。1976年から3年間松山東雲短期大学教授として栄養士養成に尽力。

## 人物
1954年から郷里五十崎町の環境衛生指導・衛生思想の普及に努めた。五十崎町の環境衛生モデル事業を指導し、愛媛県における健康管理・地域保健活動の基礎づくりをした。
住所は愛媛県松山市石手5丁目。

## 栄典
- 1972年 - 勲三等旭日中綬章[1][4]。

## 家族・親族
藤本家
- 父・松太郎（1863年 - 1927年、呉服商、篤農家[5]、製紙工場経営、政治家）[6]
- 兄・勝[6]（1892年 - 1982年） - 1963年から1975年まで五十崎町文化財専門委員並びに同委員会議長として町内の文化財の調査研究及び発掘・保存に努め、町文化財行政に献身的に尽力した[4]。1979年、町政功労者表彰（文化部門）を受賞[4]。
- 弟・彰[6][7]（1905年[7] - 2007年、三井生命保険取締役） - 1931年、京都帝国大学法学部法律学科卒業[7]。三井生命保険取締役を務めた。住所は東京都板橋区南町。